# Henry Vignaud
Pour les articles homonymes, voir Vignaud.
Henry Vignaud, nom de plume de Jean-Héliodore Vignaud, né à La Nouvelle-Orléans (Louisiane) le 27 novembre 1830 et mort à Bagneux le 16 septembre 1922, est un écrivain, journaliste , historien et diplomate américain.

## Biographie
Issu d’une famille du Midi de la France, Henry Vignaud est le fils aîné des six enfants de Jean-Lucien Vignaud (1801-1850) et Clémence Godefroy. Professeur de langue française à La Nouvelle-Orléans entre 1852 et 1856. Il se tourne ensuite vers le journalisme et collabore au Courrier. En 1857, il crée son propre journal hebdomadaire L'Union de La Fourche dans la ville de Thibodeaux (comté de La Fourche, en Louisiane) auquel il collabore jusqu'en 1860. Il écrit deux pièces de théâtre dramatique qui sont représentées au théâtre français de La Nouvelle-Orléans : Jane Grey en 1851 et Vieillesse des mousquetaires le 23 mai 1853.
Lors de la guerre de Sécession, il est capitaine du régiment louisianais de l'armée des États confédérés. Fait prisonnier en 1862, il s'évade et se réfugie à Paris où il s'installe définitivement. Il reprend sa plume de journaliste. De 1863 à 1864, il collabore au Mémorial diplomatique où il tient la revue des théâtres qu'il dirigea jusqu'en 1892. En 1869, il devient attaché à l'agence diplomatique de Roumanie à Paris pendant plus de dix ans. En 1871, il est le secrétaire particulier d'Elihu Benjamin Washburne (1816-1887), ambassadeur des États-Unis en France. Attaché officiel à la commission américaine des réclamations de l'Alabama, il est envoyé par le gouvernement des États-Unis à Paris et en Suisse en 1872.
Correspondant de plusieurs journaux américains et anglais, il fut également rédacteur pour la politique étrangère du quotidien L'Écho de Paris. En 1873, il est commissaire honoraire des États-Unis à l'Exposition universelle de Vienne et en 1875, il est délégué des États-Unis à la conférence internationale du Mètre à Paris, qui prend alors le nom de Convention du Mètre.
En 1879, il épouse Louise Comte.
Il occupe par la suite des postes auprès de délégations des États-Unis en France et est premier secrétaire de la légation des États-Unis de 1882 à 1909. En 1896, il devient membre de l'American Antiquarian Society, puis de la Société de géographie de Paris en 1898, et quatre ans plus tard de celle de Lima. En 1906, il devient membre de l'American Historical Association de Washington. En 1908, il devient président de la Société des américanistes de Paris, à la suite du décès du docteur Ernest Hamy, fondateur, président et éditeur du Journal de la Société des américanistes, de 1895 à 1908. Il adhère à la Hakluyt Society de Londres. Le 6 mai 1909, il est reçu docteur en droit par la Tulane University de La Nouvelle-Orléans et à la Maine Historical Society. Il fait partie en 1910 des premiers membres du comité France-Amérique.
Il est particulièrement connu pour ses travaux sur Christophe Colomb, la réévaluation de sa légende et la mise en cause de l'authenticité de la correspondance entre Colomb et Paolo Toscanelli.
Il a publié de nombreux articles, écrit des biographies et des éloges funèbres en nombre important dont celle d'Henry Harrisse. Il a également laissé un grand nombre de manuscrits inédits dont il dressa lui même la liste.
En 1918, il devient membre correspondant de l'Académie des inscriptions et belles-lettres.
En 1892, il était propriétaire de l'ancien manoir, avec ses prisons et sa salle de justice du prévôt, ayant appartenu au chapitre de Notre-Dame de Paris.
Il meurt dans sa maison de campagne au 2, rue de la Mairie à Bagneux, après une chute ayant provoqué la cassure du col du fémur[réf. nécessaire].

## Publications

### Ouvrage historique
- La Lettre de Toscanelli du 25 juin 1474 sur la route des Indes par l'Ouest, 1901.
- La Maison d'Albe et les archives colombiennes, 1904.
- Études critiques sur la vie de Colomb avant ses découvertes, 1905.
- Sophus Ruge et ses vues sur Colomb, 1906.
- L'Ancienne et la nouvelle campagne pour la canonisation de Christophe Colomb, 1909.
- Histoire critique de la grande entreprise de Christophe Colomb, Welter, Paris, 1911 (en ligne sur Gallica).
- Americ Vespuce : 1451-1512, 1917.
- Le vrai Christophe Colomb et la légende. La date exacte de la naissance du grand Génois, sa famille, les indications qu'il avait, Toscanelli, prétendu initiateur de la découverte de l'Amérique, l'objet véritable de l'entreprise de 1492, Paris, Picard, 1921 (en ligne sur Gallica).
- Le problème du peuplement initial de l'Amérique et de l'origine de sa population indigène, 1922.

### Préface
- Henri Beuchat, Manuel d'Archéologie américaine, Picard, 1913, in-8, p.8.

### Théâtre
- Jane Grey, 1851.
- Vieillesse des mousquetaires, 1853.

## Récompenses
- 1867 : médaille de bronze pour concours à l'Exposition universelle de 1867.
- 1875 : médaille d'honneur comme délégué des États-Unis à la 4e conférence internationale du Mètre tenue à Paris en 1873.
- 1905 : service de Sèvres reçu du gouvernement de la présidence à titre de président de la commission d'arbitrage entre la France et Haïti.
- 1913 : grande médaille d'argent remise par la Société hispanique de New York.
- 1913 : prix Loubat pour Études critiques sur la vie de Christophe Colomb.
- 1916 : Prix Loubat de l'Institut de France pour Americ Vespuce.

## Distinctions
- 1869 : officier de l'ordre de l'Étoile de Roumanie.
- 1901 :  Officier de l'Instruction publique.
- 1905 : grand-croix de l'ordre du Dragon d'Annam.
- 1909 :  Commandeur de la Légion d'honneur.
- Grand commandeur de l'ordre d'Isabelle la Catholique.
- Chevalier de l'ordre du Christ.

### Iconographie
- Stephen Seymour Thomas, Portrait de Jean Henry Vignaud, Salon des artistes français de 1904, huile sur toile.
- Agence Rol, Portrait photographique en pied de M. Henry Vignaud dans son intérieur (en ligne).
- Heinrich Kautsch, Portrait de profil droit d'Henry Vignaud, plaquette uni-face en cuivre argenté doublée en étain, 7,2 × 5,4 cm, Paris, musée d'Orsay.